# Melchor Ocampo 3ra. Sección
Melchor Ocampo 3ra. Sección är en ort i Mexiko.   Den ligger i kommunen Macuspana och delstaten Tabasco, i den sydöstra delen av landet, 700 km öster om huvudstaden Mexico City. Melchor Ocampo 3ra. Sección ligger 206 meter över havet och antalet invånare är 212.
Terrängen runt Melchor Ocampo 3ra. Sección är kuperad, och sluttar norrut. Runt Melchor Ocampo 3ra. Sección är det ganska glesbefolkat, med 38 invånare per kvadratkilometer. Närmaste större samhälle är Salto de Agua, 9,7 km öster om Melchor Ocampo 3ra. Sección. Trakten runt Melchor Ocampo 3ra. Sección består till största delen av jordbruksmark.